# NK Orebić
NK Orebić je klub iz mjesta Orebića s poluotoka Pelješca. U sezoni 2022./23. se natječe u 1. ŽNL Dubrovačko-neretvanske županije.

## Povijest
Nogometni klub Orebić osnovan je 1920. godine. Kao osnivači kluba spominju se Marko Marinčević, Egidije Foretić, Miro Foretić, Karlo Piantanida, Miho Piantanida, Jozi Fattori, Ivo Šarić, Mirko Gusina i Alfredo Benković. 
Klub je obnovio svoje djelovanje 1975. godine.
Obnovitelji kluba su Smiljan Kurtović, Frano Vekarić, Ivica Čepo, Gorjan Mateljak, Nedjeljko Ćendo, Krsto Bucalo, Marijan Lovrinčević, Šime Katalinić, Ante Vukman, Marinko Stanković, Frano Kriletić, Špiro Baučić, Ante Kosović, Jovo Despot i drugi...
Klub se natjecao u Općinskoj ligi Dubrovnik – Korčula – Lastovo, zatim u jedinstvenoj Dalmatinskoj ligi, Međuopćnskoj ligi (s klubovima iz Makarske i Splitske regije), IV. HNL podskupina "C" i Županijskoj ligi DNŽ. Najveći uspjeh kluba je 16 finala Kupa Hrvatske – dvije utakmice s NK Istrom iz Pule 1992. g.
Za Klub je branio dvije sezone dalmatinske lige Rizah Mešković "Mate" golman Slobode iz Tuzle te Hajduka iz Splita. Igrali su poznatiji igrači Kasim Alibegović i Fuad Mulahasanović oba prvotimca Slobode iz Tuzle, Edin Bahtić iz Željezničara Sarajevo i Ante Ljubičić iz Mračaja Runovići.
Od 1977. g. do 1990. g. predsjednik kluba s najdužim mandatom bio je Marijan Lovrinčević koji je zajedno s upravom kluba, Mjesnom zajednicom Orebić i HTP Orebić uspio osigurati naormalne uvjete za djelovanje kluba – svlačionice i travnato igralište. Kasniji predsjednici kluba su bili: Ivica Čepo, Juro Mateljak, Ivo Radić, Nedjeljko Ćendo, Jakša Mateljak, Frano Ivanković, Marijan Lovrinčević, Alen Stanišić i sadašnji Mario Vekić.